# American Birkebeiner

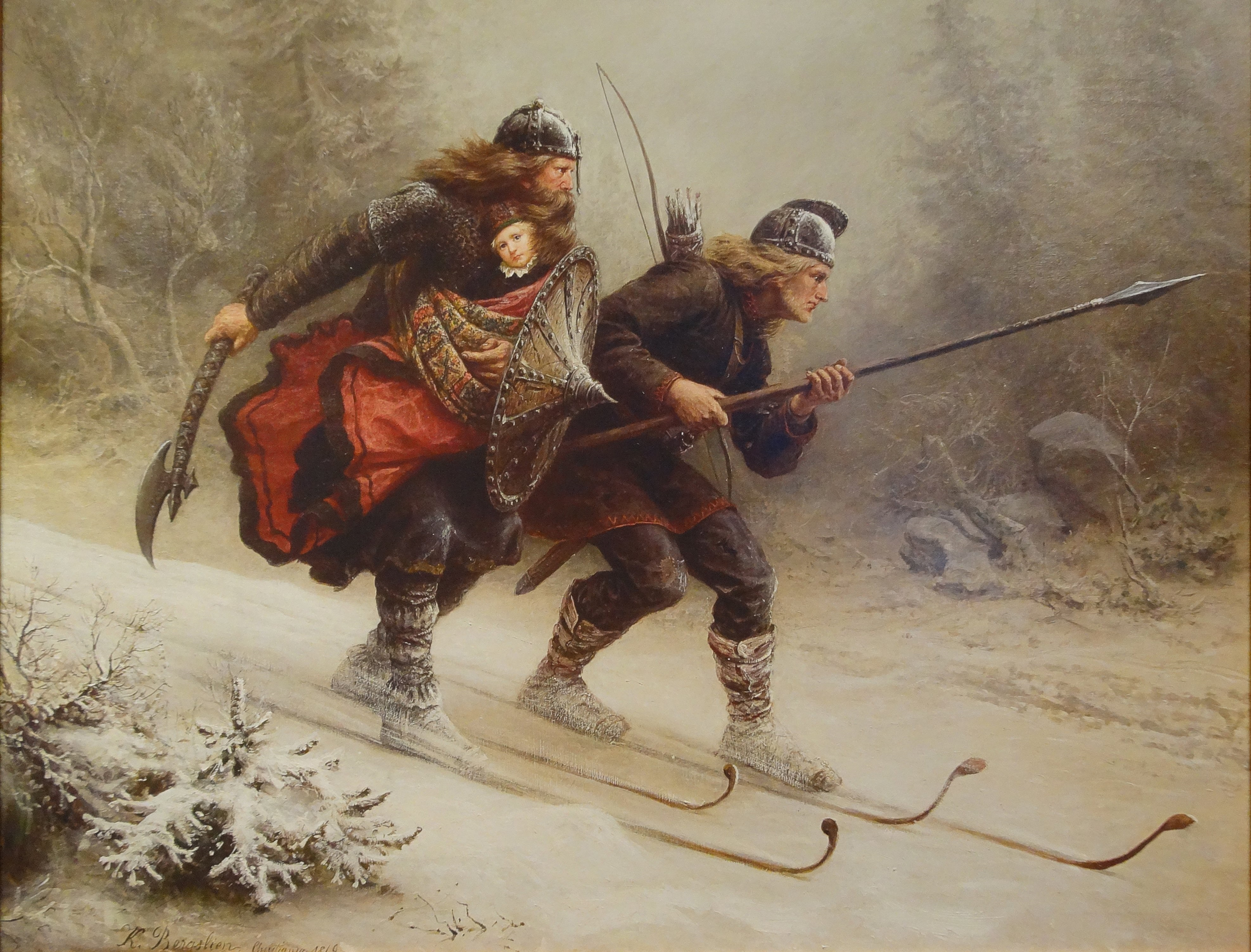
Březonozí na lyžích.

American Birkebeiner je lyžařský maraton pořádaný každoročně v národním lese Chequamegon-Nicolet v severozápadním Wisconsinu. Jedná se o největší závod v běhu na lyžích v Severní Americe, jehož trasa měří 51 km. 
Závod vznikl v roce 1973 a je zařazen do světové ligy dálkových běhů Worldloppet.

## Původ názvu
Maraton svým názvem připomíná hrdinství skupinky norských vojáků známých jako birkebeinerové či březonozí (protože si obalovali nohy březovou kůrou), kteří za norské občanské války v roce 1206 zachránili nemanželského syna krále Hakona III. tím, že jej na lyžích dopravili z Lillehammeru do Trondheimu. Zachránili mu tak život a umožnili mu stát se příštím králem Hakonem IV.
Běh se koná poslední víkend v únoru.